# 傑普河
傑普河（俄语：Деп）是俄羅斯的河流，由阿穆爾州負責管轄，屬於結雅河的左支流，河道全長348公里，流域面10,400平方公里，河水主要來自雨水，下游流經低地和沼澤。